# Andy山本
Andy山本（アンディやまもと、本名:山本Andrew康貴、1969年5月17日-）は、ゲームソフトのプロデューサー。アメリカ合衆国ニューヨーク州生まれ。

## 略歴
国際基督教大学在学中よりゲーム会社のCGデザインアシスタントや漫画制作に携わり、卒業後は株式会社日立製作所、コナミ株式会社(一時期、コンピュータエンターテインメントソフトウェア協会出向、事務局長代行として同協会の社団法人化に従事)を経て、株式会社グローバル・A・エンタテインメント(現GAE)の設立に参加。
2009年7月31日付で株式会社GAEを解雇。解雇後、職業訓練校にて企業法務を学ぶ。
2010年5月より、株式会社ロッソインデックス(旧ゴンゾロッソ)に在籍。
同年11月付で、プロデューサーに復帰したが、企画開発に関して引退を宣言した。
いわゆる“王道”のゲームを非常に嫌い、物事の「常に裏の裏しか見ない」思考と発想から、ゲーム業界において極めて特異なゲーム作りを得意としている。
日本アイルランド協会会員。ジャパン・ソサエティー会員。

## 代表作
- 「ザ・マエストロムジーク」シリーズ
- 「ザ・マエストロムジーク２」
- 「悪代官」シリーズ
- 「カンブリアンQTS」
- 「江戸もの」
- 「超兄貴～聖なるプロテイン伝説～」
- 「大江戸千両箱」
- 「悪代官漫遊記」シリーズ
- 「ポリコギャル」
- 「ヘンリーエクスプローラーズ」
- 「ヴァンダルハーツ〜失われた古代文明〜」